# Remo Galli
Remo Galli (Bagni di Montecatini, 3 luglio 1912 – Pescia, 12 giugno 1993) è stato un allenatore di calcio e calciatore italiano, di ruolo attaccante.

## Biografia
Era appassionato di ciclismo.
Anche suo nipote Carlo è stato un calciatore.

## Carriera

### Giocatore
Nei primi anni trenta giocò con Montecatini, Prato e Modena. Esordì in Serie A con la maglia dell'Ambrosiana-Inter il ottobre 1934 in Livorno-Ambrosiana-Inter (1-1).
Giocò in massima serie anche con le maglie di Torino, Lucchese e Modena, oltre che con il Montecatini nella Divisione Nazionale 1943-1944 nelle vesti di allenatore-giocatore. Con la maglia del Modena, nella stagione 1933-1934 vinse il titolo di capocannoniere di Serie B con 32 reti realizzate.

### Allenatore
Nel 1942 inizia l'attività di allenatore, inizialmente affiancata a quella di giocatore: siede sulla panchina della Scafatese, poi del Montecatini e nuovamente della Scafatese, con cui ottiene la promozione in Serie B, e si ripete l'anno successivo alla guida della Nocerina, che guida anche tra i cadetti. Nella stagione 1948-1949 è allenatore-giocatore della Pistoiese, e negli anni successivi diventa allenatore a tempo pieno guidando Palermo, Livorno e Fiorentina (come allenatore in seconda).
Nel corso della stagione 1954-1955 subentra ad Euro Riparbelli alla guida del Matera, e nel corso della stagione successiva lascia la panchina dei lucani per approdare all'Empoli; nella stagione 1958-1959 conduce la Sassari Torres alla promozione in Serie C, mentre nel campionato 1961-1962 torna alla Scafatese.

## Palmarès

### Giocatore

#### Competizioni nazionali
- Coppa Italia: 1

Torino: 1935-1936
- Serie C: 1

Nocerina: 1946-1947

#### Individuale
- Capocannoniere della Serie B: 1

Modena: 1933-1934 (32 gol)

### Allenatore

#### Competizioni nazionali
- Serie C: 1

Nocerina: 1946-1947
- Campionato Interregionale: 1

Torres: 1958-1959